# 드리블
드리블은 구기종목에서 한 선수가 발이나 손을 이용해 공을 몰고가는 기술이다.

## 농구
농구에서 드리블은 공을 바닥에 튀기면서 위치를 변화시켜, 혼자서 경기 상황을 유리하게 만드는 기술이다. 패스나 슛이 불가능할 때 주로 실시한다.
- 높은 드리블：빠른 공격을 위한 드리블로 스피드가 필요할 때 쓰인다. 상체를 약간 앞으로 굽히고 손가락을 벌려, 달리면서 드리블한다.
- 낮은 드리블：수비자가 공을 빼앗으려 할 때, 또는 밀집된 지역 안에서 공을 안전하게 몰고 갈 때 하는 드리블이다.[1]

## 축구
축구에서 드리블은 혼자서 공을 몰고 갈 때나 상대팀의 수비를 뚫을 때 또는 돌진할 때 사용된다. 또한 수비 선수가 없거나, 수비를 교란시키고자 할 때도 사용한다.

## 럭비 풋볼
럭비 풋볼에서 드리블은 달리면서 발의 안쪽과 발등을 사용하여 공을 다루는 기술이다.

## 핸드볼
핸들볼에서 드리블은 한 손 또는 두 손을 교대로 사용하여 행할 수 있으며, 낮은 드리블과 높은 드리블이 있다. 그러나 실제 게임에서는 혼자 오랫동안 드리블하는 것은 바람직하지 못하다.

## 갤러리

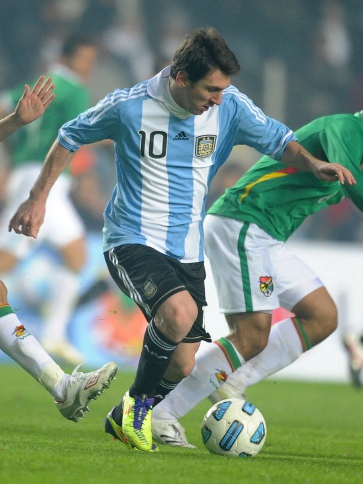
리오넬 메시가 아르헨티나 vs. 볼리비아 경기에서 상대 선수 두 명을 따돌리고 드리블을 한다.
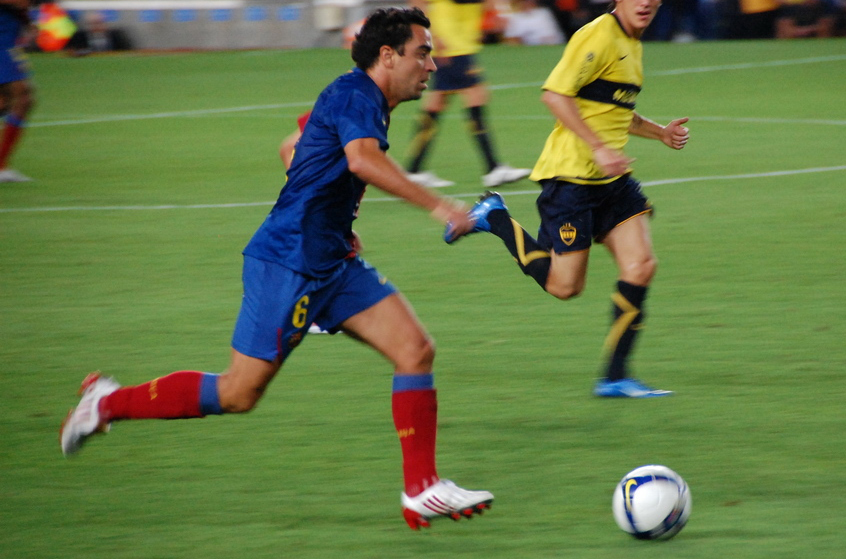
사비 에르난데스가 FC 바르셀로나 vs. 보카 주니어스 경기에서 드리블을 한다.
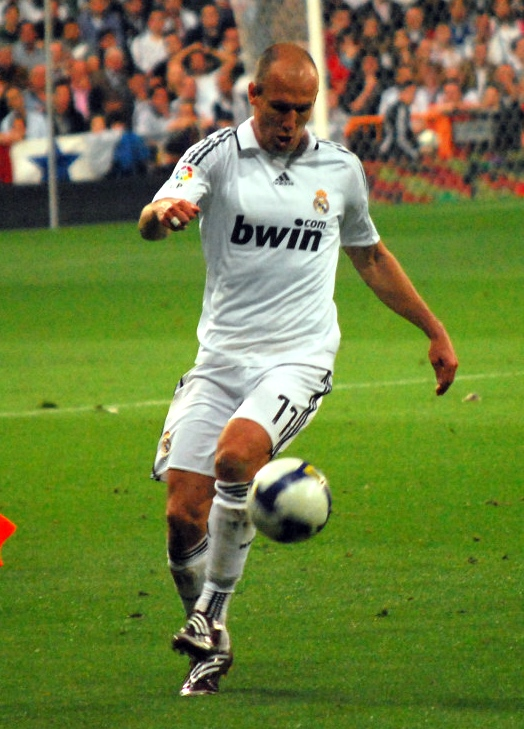
레알 마드리드 아르연 로번이 드리블을 한다.

## 같이 보기
- 축구 용어 목록
- 스텝 오버